# Israel ben Elieser
Rabbi Israel ben Elieser (ישראל בן אליעזר), genannt Ba'al Schem Tov (בעל שם טוב, ‚Besitzer des guten Namens‘, abgekürzt BeSchT; geboren um 1700 in Okop bei Kamieniec-Podolski, Polen-Litauen; gestorben am 22. Mai 1760 in Międzyborz (jiddisch מעזשביזש Mezschbizsch), Woiwodschaft Podolien, Polen-Litauen) gilt als der legendäre Begründer der chassidischen Bewegung im Judentum, wirkte als Wundertäter; vertrat die Lehre vom Einssein Gottes mit seiner Schöpfung, der jedem Wesen innewohnenden Göttlichkeit.

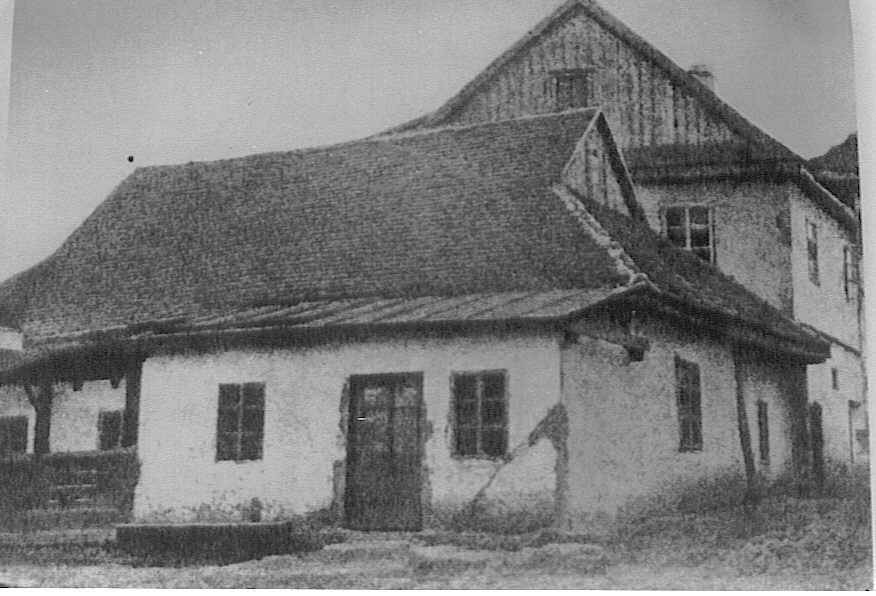
Die Synagoge des Baal Shem Tov in Medschybisch wurde von den Nazis zerstört und später als Museum nachgebaut, Foto um 1915

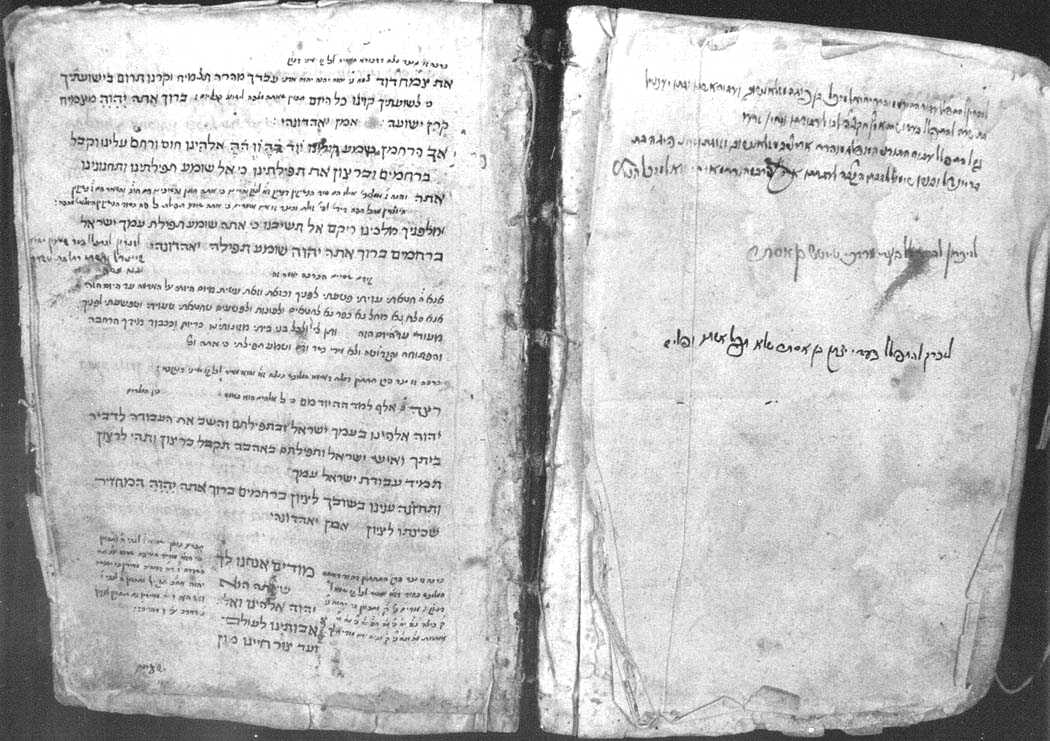
Sein Siddur

Autograph

## Leben

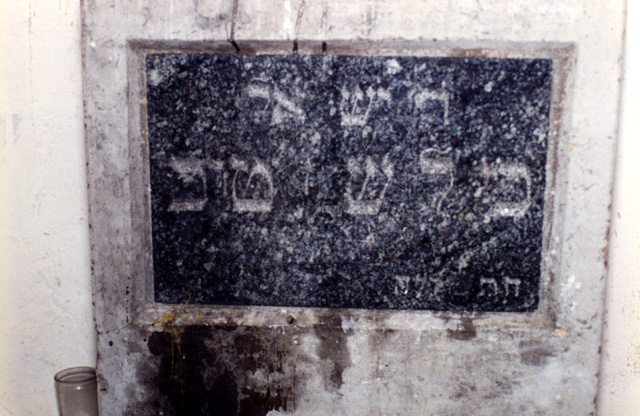
Der Grabstein des Baal Schem Tov (Akronym Besht בעש "ט) auf dem alten jüdischen Friedhof von Medschybisch, das zum Wallfahrtsort wurde. Mit der halb verblassten Inschrift רבי ישראל בעל שם טוב, vor der Restauration in 2006–2008

Sein genaues Geburtsdatum ist unbekannt. Zahlreiche Einzelheiten seiner Biographie sind legendenhaft, so soll er u. a. Waise gewesen sein. Um 1735 kehrt er nach Podolien zurück und beginnt eine einfache und ungekünstelte Art des religiösen Fundamentalismus zu predigen. Es scheint gesichert, dass er zweimal verheiratet war, mit seiner zweiten Frau einen Sohn und eine Tochter hatte und dass er im Mai 1760, am zweiten Tag des Wochenfestes Schawuot, im Schtetl Międzyborz in Podolien starb. Seine Tochter Odel (auch als Hodel oder Adel benannt) hatte zwei Söhne, die beide auch Rabbiner wurden: Rabbi Mosche Chajim Efraim von Sedilkow, Autor des Buches Degel Machne Efraim,  und Rabbi Baruch von Tulczyn und Międzyborz.